# Oblast Jambol
Oblast Jambol (bugarski Област Ямбол) nalazi se u jugoistočnoj Bugarskoj na granici s Turskom. U oblasti živi 141.157 stanovnika, dok je prosječna gustoća naseljenosti 42 stan./km² Najveći grad i administrativno središte oblasti je grad Jambol s 92.160 stanovnika (2006.).
Oblast Jambol sastoji se od pet općina:
1. Boljarovo (Болярово)
2. Elhovo (Елхово)
3. Straldža (Стралджа)
4. Tundža (Тунджа)
5. Jambol (Ямбол)

Gradovi u Oblasti Jambol
| Grad      | Bugarski naziv | Stanovnika (2004./2005.) |
| --------- | -------------- | ------------------------ |
| Boljarovo | Болярово       | 1.444                    |
| Elhovo    | Елхово         | 13.120                   |
| Jambol    | Ямбол          | 92.160                   |
| Straldža  | Стралджа       | 6.685                    |

## Vanjske poveznice
- Službena stranica oblasti